# Esteban Cambiasso
Esteban Matías Cambiasso Deleau (San Fernando, Buenos Aires, 18 de agosto de 1980), conocido como Cuchu Cambiasso, es un exfutbolista y actual director técnico argentino. Jugaba como volante central, aunque también se desempeñó como zaguero central en la parte final de su carrera. Fue asistente técnico de José Néstor Pékerman en la Selección Colombia durante el mundial de fútbol Rusia 2018.
Es, junto a Alfredo Di Stéfano y Javier Mascherano, el cuarto futbolista argentino que más títulos ganó en la historia del fútbol profesional (25), solo superado por Carlos Tévez, Lucho González con (26) y Lionel Messi (43).
Se hizo conocido para el público argentino desde sus 16 años, cuando fue uno de los protagonistas en la obtención del Mundial sub-20 1997 disputada en Malasia, donde marcó un gol en la final que Argentina venció a Uruguay por 2-1.
Internacional absoluto desde 2000, disputó 52 partidos con la selección argentina y representó a su país en el Mundial 2006, así como en la Copa Confederaciones 2005 y en las ediciones de la Copa América de 2007 y 2011.

## Trayectoria

### Inicios en Madrid
En 1996, siendo parte de las inferiores de Argentinos Juniors, el Real Madrid se fija en él y lo ficha junto a su hermano Nicolás, gracias a la invocada patria potestad por parte de sus padres, para jugar en su filial, el Real Madrid "B". Allí logró el subcampeonato de grupo en la temporada 1997-98 de la Segunda División "B" aunque no llegó a lograr el ascenso de categoría.

### Cesiones a Argentina
En 1998 regresó a Argentina para jugar en calidad de cedido en Independiente. Debutó en la Primera División de Argentina el 15 de agosto de 1998 en la derrota 2-1 como visitante ante Newell's Old Boys. Allí disputó 98 partidos y marcó 14 goles.
En 2001 recaló a River Plate, donde fue campeón del Torneo Clausura 2002. Jugó 37 partidos y convirtió 12 goles. Cabe destacar que su juego por entonces, de características ofensivas y llegada al gol con regularidad, era muy diferente al que se le vio luego en Italia y España, donde asumió labores más defensivas.

### Real Madrid
En 2002 regresó al Real Madrid. Apenas llegado al equipo merengue, ganó la Supercopa de Europa. Con este equipo debutó en la Primera División de España el 2 de septiembre en la victoria 2-0 frente al Real Club Deportivo Español. Esa temporada, en la que Cambiasso jugó 24 partidos, fue campeón de Liga. Con este equipo también ganó una Copa Intercontinental y una Supercopa de España.

### Su etapa dorada en Milán
En julio de 2004, Cambiasso firmó con el Inter de Milán después de expirar su contrato con el Real Madrid en junio. Ayudó a ganar la Copa de Italia en su primera temporada con el Internazionale, jugando regularmente como un centrocampista defensivo, se asoció en medio con su colega argentino Juan Sebastián Verón. En Italia, se le conoció como uno de los jugadores destacados de la temporada 2004-05, junto con Kaká.
Durante el partido de vuelta de la final de la Copa de Italia de 2006, Cambiasso marcó un impresionante gol, el primero del partido, para la victoria 3-1 sobre la AS Roma. El 9 de septiembre de 2006 marcó dos veces en el partido inaugural de la temporada, con el Inter derrotando a la Fiorentina 3-2. El 7 de noviembre de 2007, metió un gol para derrotar al CSKA Moscú 4-2 en la Liga de Campeones. El 23 de diciembre, Cambiasso anotó el gol del triunfo para el Inter en la remontada contra el AC Milan 2-1 en el Derby della Madonnina.

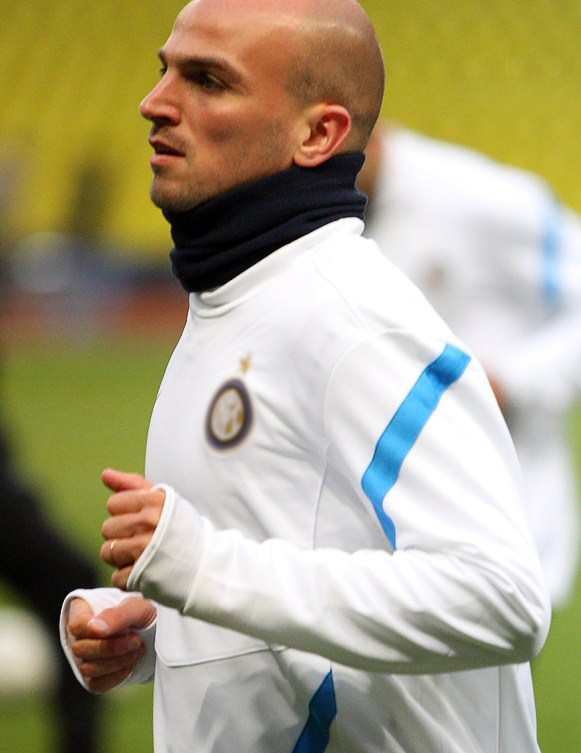
Cambiasso durante un entrenamiento con el Inter de Milán en 2011

El 23 de marzo de 2009, fue anunciado que el Inter y Cambiasso habían llegado a un acuerdo sobre una renovación de contrato, extiende su contrato con el club hasta el 2014. Era muy importante en el título de la Liga de Campeones de la UEFA 2009-10, anotando el segundo gol de una victoria por 2-1 sobre el Chelsea en San Siro, un resultado que finalmente ayudó al Internazionale a acceder a los cuartos de final. La final fue contra el Bayern de Múnich el 22 de mayo de 2010, ganando el título por 2-0 con dos goles de Diego Milito. En un partido de Liga de Campeones contra el FC Twente el 24 de noviembre, Cambiasso anotó el único gol del partido. El 9 de enero de 2011, Cambiasso marca dos goles para la victoria del Inter frente al Catania por 2-1.
Cambiasso recibió la primera tarjeta roja de su carrera el 30 de marzo de 2013 [cita requerida]por una entrada imprudente a Sebastian Giovinco; fue suspendido un partido. El 22 de septiembre de 2013, Cambiasso anotó el sexto gol del Inter en su vapuleo por 7-0 al recién ascendido Sassuolo. Cuatro días más tarde, Cambiasso ayudó al Inter con un gol contra la Fiorentina, anotando el primer gol en su victoria por 2-1.
Al final de la temporada 2013-14, Cambiasso dejó el Inter ya que su contrato expiró y no le ofrecieron una extensión. El entrenador Piero Ausilio dijo "Esperó a que nuestra decisión hasta ahora y que debe ser agradeció, pero estoy convencido de que en su futuro tendrá un papel en el Inter".

### Últimos años en Inglaterra y Grecia
El 28 de agosto de 2014, Cambiasso firmó un contrato de un año con el recién ascendido Leicester City a la Premier League, en una transferencia libre, habiendo sido liberado por el Inter tras la temporada 2013-14. En su primera entrevista después de unirse al club, Cambiasso mencionó la búsqueda desesperada del club hacia él y el atractivo fútbol de la Premier League como las razones por las que firmó. Fue convocado tres días después de la firma, en el empate 1–1 en el Estadio King Power contra el Arsenal, aunque no jugó. Cambiasso hizo su debut para el Leicester el 13 de septiembre contra el Stoke City, entrando en el descanso e impresionando en el triunfo 1−0, su primero de la temporada de liga. Su primer gol lo marcó en el empate transitorio 3-3 en la victoria local del Leicester sobre el Manchester United por 5-3. Al término de la temporada fue elegido por los fanáticos del Leicester con el Premio al Jugador del Año. Con la llegada de Claudio Ranieri al club le fue ofrecido un nuevo contrato; sin embargo, Cambiasso decidió rechazarlo, quedando como agente libre.
En agosto de 2015 firmó con el Olympiacos griego por dos años. Marcó su primer gol el 2 de diciembre en una victoria por 4-0 como visitante contra Panegialios en la fase de grupos de la Copa de Grecia. Marcó dos veces en 14 partidos de la Superliga de Grecia, incluyendo el gol del empate en la victoria por 3-1 sobre el Panathinaikos en el derbi de los eternos enemigos, el 13 de marzo de 2016. Once días antes, en el partido de ida de semifinales de Copa de Grecia contra el PAOK, anotó en un triunfo por 2-1, partido que fue abandonado debido a la violencia de los fanáticos locales.
Renovó su contrato el 11 de julio de 2016. El 9 de marzo de 2017 regresó a la alineación titular tras el despido del entrenador del Olympiacos, Paulo Bento, ante el Beşiktaş en el partido de ida de la ronda de dieciseisavos de final de la UEFA Europa League, Allí marcó el gol del empate 1-1 y posteriormente fue nombrado Jugador del Partido.
El 8 de septiembre de 2017, Cambiasso anunció su retiro del fútbol profesional, dos meses después de que expirara su contrato con Olympiacos. El éxito de Cambiasso en los exámenes oficiales de entrenadores de la UEFA en Coverciano, que posteriormente le permitió asumir un puesto de asistente o de gerente sub-21 en el futuro, influyó en su decisión de retirarse del juego.

## Director técnico
Tras retirarse como jugador de fútbol profesional en verano de 2017, se preparó y obtuvo el carné de director técnico. En mayo de 2018 es anunciado como asistente técnico de José Néstor Pékerman en la selección de fútbol de Colombia de cara a la Copa Mundial de Fútbol de 2018, en dicho torneo la selección cafetera fue eliminada en la instancia de octavos de final.

## Selección nacional

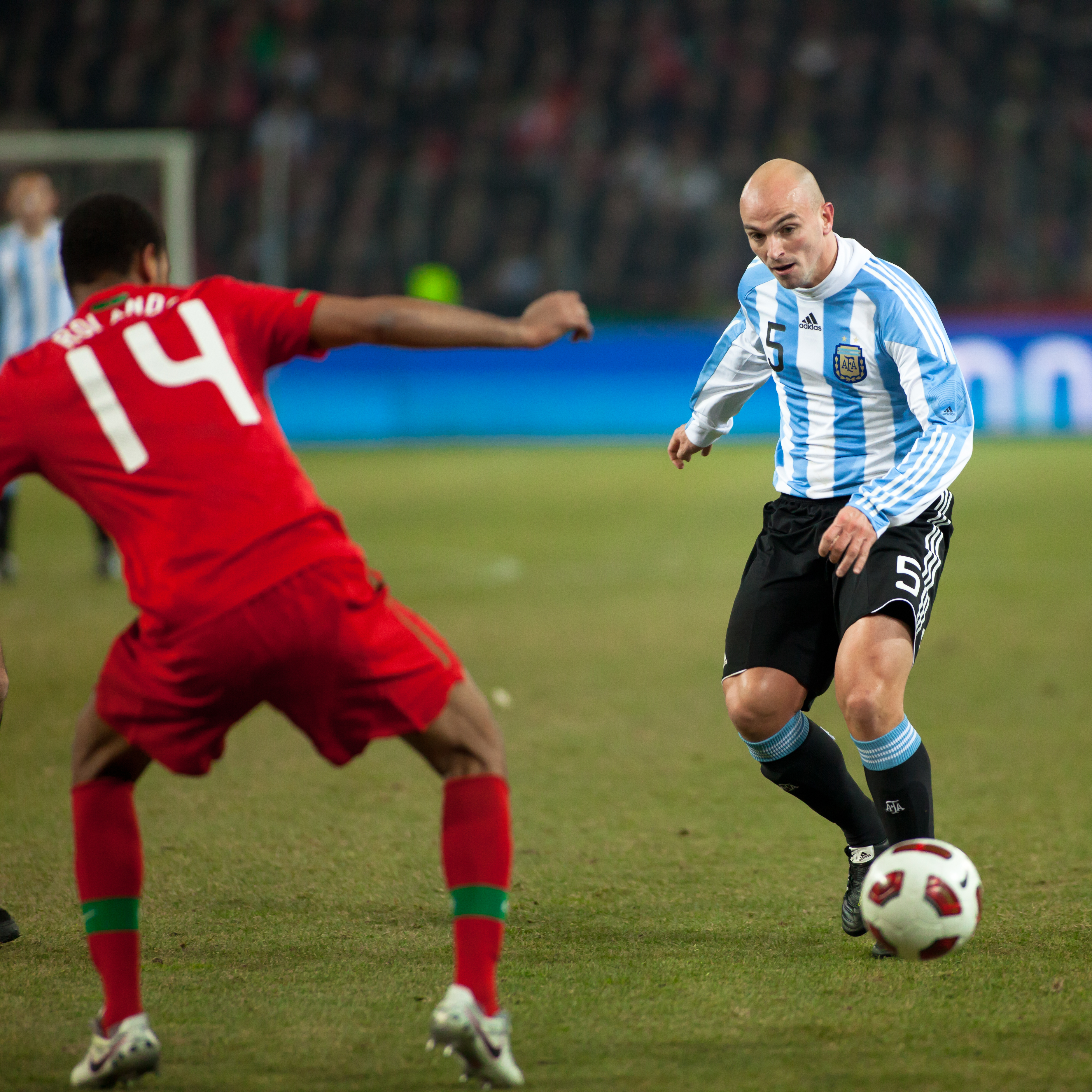
Cambiasso, durante un partido amistoso frente a Portugal en 2011

Cambiasso representó por primera vez a Argentina en los equipos juveniles, junto con sus compañeros Juan Román Riquelme, Pablo Aimar, Walter Samuel y otros. Jugó el campeonato mundial Sub-17 en Ecuador en 1995, obteniendo el tercer puesto, luego el Campeonato Mundial Juvenil de la FIFA de 1997, donde anotó el primer gol en la final siendo el jugador más joven del equipo y fue el capitán durante la siguiente edición de 1999.
Es, junto a Diego Armando Maradona y Lionel Messi, los únicos argentinos en marcar goles en cuatro mundiales diferentes, teniendo en cuenta tanto los certámenes en selecciones juveniles como en la absoluta.
Sumadas ambas categorías, jugó con la selección de fútbol de Argentina en 74 ocasiones. Su debut como internacional absoluto se produjo el 20 de diciembre de 2000 en el partido Argentina 2-0 México.
Hizo su debut nacional en Argentina en 2000. Participó en la Copa Confederaciones de Alemania de 2005 con su selección nacional, un torneo en el que Argentina llegó a la final. Cambiasso marcó en ese torneo un gol espectacular de larga distancia contra Alemania, en un 2-2 de la primera ronda.
El 15 de mayo de 2006 fue convocado a la selección nacional de Argentina para la Copa del Mundo de 2006. El 16 de junio, coronó una jugada de 24 pases para marcar el segundo gol en la victoria por 6-0 sobre Serbia y Montenegro en primera fase. En el partido de cuartos de final contra Alemania, el 30 de junio de 2006, el partido terminó en penaltis, donde Cambiasso falló el suyo, Argentina perdió 4-2 y Alemania avanzó a la semifinal.
Al año siguiente, representó a su país en la Copa América 2007, donde Argentina llegó a la final, perdiendo frente a Brasil.
Desde que Diego Maradona asumió como entrenador de Argentina, Cambiasso solo fue convocado una vez a la selección nacional -para un partido amistoso en 2009 contra España- pese a seguir desempeñando un papel vital para el Inter en su temporada de triple corona, y reafirmando su condición como uno de los mejores mediocampistas centrales de Europa. El 12 de mayo de 2010, Cambiasso y su compañero de equipo del Inter, Javier Zanetti fueron polémicamente excluidos de la selección preliminar de 30 jugadores para la Copa del Mundo 2010.
El 20 de agosto de 2010, el nuevo entrenador de Argentina, Sergio Batista, volvió a convocar a Cambiasso a la selección nacional para el amistoso contra el recién coronado campeón mundial España. Argentina le dio a España su primera derrota desde que se convirtió en campeona del mundo dos meses antes, en una contundente victoria por 4-1 en un amistoso en el Estadio Monumental de Buenos Aires. Cambiasso también jugó para Argentina en la Copa América 2011 en su tierra natal, donde fueron eliminados por el eventual campeón Uruguay, en los penaltis, en los cuartos de final.

### Participaciones en Copas del Mundo
| Mundial              | Sede     | Resultado        | PJ | G |
| -------------------- | -------- | ---------------- | -- | - |
| Copa Mundial de 2006 | Alemania | Cuartos de final | 5  | 1 |

### Participaciones en Copas del Mundo juveniles
| Mundial                     | Sede    | Resultado        | PJ | G |
| --------------------------- | ------- | ---------------- | -- | - |
| Copa Mundial Sub-17 de 1995 | Ecuador | Tercer Puesto    | 6  | 1 |
| Copa Mundial Sub-20 de 1997 | Malasia | Campeón          | 7  | 1 |
| Copa Mundial Sub-20 de 1999 | Nigeria | Octavos de final | 4  | 1 |

### Otras competiciones
| Torneo                    | Sede      | Resultado        | PJ | G |
| ------------------------- | --------- | ---------------- | -- | - |
| Copa Confederaciones 2005 | Alemania  | Subcampeón       | 4  | 1 |
| Eliminatorias 2006        | Alemania  | Clasificado      | 8  | 0 |
| Copa América 2007         | Venezuela | Subcampeón       | 5  | 0 |
| Eliminatorias 2010        | Sudáfrica | Clasificado      | 8  | 1 |
| Copa América 2011         | Argentina | Cuartos de final | 4  | 0 |

## Clubes

### Como asistente
| Club               | País     | Año  | Asistente de  |
| ------------------ | -------- | ---- | ------------- |
| Selección Colombia | Colombia | 2018 | José Pekerman |

## Estadísticas

### Clubes
Actualizado a fin de carrera deportiva. Resaltadas temporadas en calidad de cesión.
| Club                            | Temporada     | Div.          | Liga * | Liga * | Copas | Copas | Internacional | Internacional | Total | Total |
| Club                            | Temporada     | Div.          | Part.  | Goles  | Part. | Goles | Part.         | Goles         | Part. | Goles |
| ------------------------------- | ------------- | ------------- | ------ | ------ | ----- | ----- | ------------- | ------------- | ----- | ----- |
| Real Madrid C. F. "B" · España  | 1996-97       | 2.ª           | 8      | 0      | -     | -     | -             | -             | 8     | 0     |
| Real Madrid C. F. "B" · España  | 1997-98       | 2.ª B         | 34     | 4      | -     | -     | -             | -             | 34    | 4     |
| Real Madrid C. F. "B" · España  | Total club    | Total club    | 42     | 4      | -     | -     | -             | -             | 42    | 4     |
| C. A. Independiente Argentina   | 1998-99       | 1.ª           | 27     | 3      | -     | -     | -             | -             | 27    | 3     |
| C. A. Independiente Argentina   | 1999-00       | 1.ª           | 36     | 6      | -     | -     | -             | -             | 36    | 6     |
| C. A. Independiente Argentina   | 2000-01       | 1.ª           | 35     | 5      | -     | -     | -             | -             | 35    | 5     |
| C. A. Independiente Argentina   | Total club    | Total club    | 98     | 14     | -     | -     | -             | -             | 98    | 14    |
| C. A. River Plate Argentina     | 2001-02       | 1.ª           | 37     | 12     | -     | -     | 6             | 1             | 43    | 13    |
| C. A. River Plate Argentina     | Total club    | Total club    | 37     | 12     | -     | -     | 6             | 1             | 43    | 13    |
| Real Madrid C. F. · España      | 2002-03       | 1.ª           | 24     | 0      | 4     | 0     | 11            | 0             | 39    | 0     |
| Real Madrid C. F. · España      | 2003-04       | 1.ª           | 17     | 0      | 6     | 1     | 5             | 0             | 28    | 1     |
| Real Madrid C. F. · España      | Total club    | Total club    | 41     | 0      | 10    | 1     | 16            | 0             | 67    | 1     |
| F. C. Internazionale · Italia   | 2004-05       | 1.ª           | 30     | 2      | 3     | 0     | 11            | 0             | 44    | 2     |
| F. C. Internazionale · Italia   | 2005-06       | 1.ª           | 34     | 5      | 4     | 1     | 10            | 0             | 48    | 6     |
| F. C. Internazionale · Italia   | 2006-07       | 1.ª           | 21     | 3      | 5     | 1     | 2             | 1             | 28    | 5     |
| F. C. Internazionale · Italia   | 2007-08       | 1.ª           | 33     | 6      | 3     | 0     | 8             | 2             | 44    | 8     |
| F. C. Internazionale · Italia   | 2008-09       | 1.ª           | 35     | 4      | 4     | 1     | 8             | 0             | 47    | 5     |
| F. C. Internazionale · Italia   | 2009-10       | 1.ª           | 30     | 3      | 5     | 0     | 12            | 1             | 47    | 4     |
| F. C. Internazionale · Italia   | 2010-11       | 1.ª           | 30     | 7      | 5     | 0     | 10            | 1             | 45    | 8     |
| F. C. Internazionale · Italia   | 2011-12       | 1.ª           | 37     | 4      | 2     | 0     | 8             | 1             | 47    | 5     |
| F. C. Internazionale · Italia   | 2012-13       | 1.ª           | 33     | 3      | 2     | 0     | 13            | 1             | 48    | 4     |
| F. C. Internazionale · Italia   | 2013-14       | 1.ª           | 32     | 4      | 1     | 0     | -             | -             | 33    | 4     |
| F. C. Internazionale · Italia   | Total club    | Total club    | 315    | 41     | 34    | 3     | 82            | 7             | 431   | 51    |
| Leicester City F. C. Inglaterra | 2014-15       | 1.ª           | 31     | 5      | 2     | 0     | -             | -             | 33    | 5     |
| Leicester City F. C. Inglaterra | Total club    | Total club    | 31     | 5      | 2     | 0     | -             | -             | 33    | 5     |
| Olympiakós · Grecia             | 2015-16       | 1.ª           | 14     | 2      | 3     | 2     | 4             | 0             | 21    | 4     |
| Olympiakós · Grecia             | 2016-17       | 1.ª           | 14     | 0      | 5     | 1     | 9             | 2             | 28    | 3     |
| Olympiakós · Grecia             | Total club    | Total club    | 28     | 2      | 8     | 3     | 13            | 2             | 49    | 7     |
| Total carrera                   | Total carrera | Total carrera | 592    | 78     | 54    | 7     | 117           | 10            | 763   | 95    |

## Palmarés

### Campeonatos nacionales
| Título                  | Equipo         | País      | Año    |
| ----------------------- | -------------- | --------- | ------ |
| Primera División        | River Plate    | Argentina | C-2002 |
| Liga Española           | Real Madrid    | España    | 2003   |
| Supercopa de España     | Real Madrid    | España    | 2003   |
| Copa de Italia (1)      | Inter de Milán | Italia    | 2005   |
| Supercopa de Italia (1) | Inter de Milán | Italia    | 2005   |
| Serie A (1)             | Inter de Milán | Italia    | 2006   |
| Copa de Italia (2)      | Inter de Milán | Italia    | 2006   |
| Supercopa de Italia (2) | Inter de Milán | Italia    | 2006   |
| Serie A (2)             | Inter de Milán | Italia    | 2007   |
| Serie A (3)             | Inter de Milán | Italia    | 2008   |
| Supercopa de Italia (3) | Inter de Milán | Italia    | 2008   |
| Serie A (4)             | Inter de Milán | Italia    | 2009   |
| Serie A (5)             | Inter de Milán | Italia    | 2010   |
| Copa de Italia (3)      | Inter de Milán | Italia    | 2010   |
| Supercopa de Italia (4) | Inter de Milán | Italia    | 2010   |
| Copa de Italia (4)      | Inter de Milán | Italia    | 2011   |
| Superliga de Grecia (1) | Olympiacos     | Grecia    | 2016   |
| Superliga de Grecia (2) | Olympiacos     | Grecia    | 2017   |

### Copas internacionales
| Título                         | Equipo           | País      | Año  |
| ------------------------------ | ---------------- | --------- | ---- |
| Campeonato Sudamericano Sub-20 | Argentina Sub-20 | Chile     | 1997 |
| Copa Mundial de Fútbol Sub-20  | Argentina Sub-20 | Malasia   | 1997 |
| Campeonato Sudamericano Sub-20 | Argentina Sub-20 | Argentina | 1999 |
| Supercopa de Europa            | Real Madrid      | Mónaco    | 2002 |
| Copa Intercontinental          | Real Madrid      | Yokohama  | 2002 |
| Liga de Campeones              | Inter de Milán   | Madrid    | 2010 |
| Copa Mundial de Clubes         | Inter de Milán   | Abu Dhabi | 2010 |

(*) Incluyendo la Selección

### Distinciones individuales
| Distinción                                  | Año  |
| ------------------------------------------- | ---- |
| Equipo del año de la European Sports Media. | 2006 |
| Nominado al FIFA/FIFPro World XI.           | 2010 |
| Jugador del año en el Leicester City.       | 2015 |